# Concediu medical
Concediul medical (sau zilele de concediu medical plătit) reprezintă timpul liber, plătit de la locul de muncă, pe care angajații îl pot folosi pentru a sta acasă și pentru a se ocupa de problemele de sănătate, fără a pierde din salariu. Acesta diferă de concediul plătit sau de zilele libere de la locul de muncă pentru a se ocupa de problemele personale, deoarece concediul medical este destinat strict stării de sănătate. Concediul medical poate include o zi liberă în care angajatul își poate programa o vizită medicală. Unele politici permit, de asemenea, ca timpul concediului medical plătit să fie utilizat totodată și pentru îngrijirea membrilor bolnavi ai familiei sau pentru a se ocupa de sănătatea și siguranța legată de violența domestică sau agresiunea sexuală. Concediul menstrual este un alt tip de timp liber de la locul de muncă pentru un motiv legat de sănătate, dar nu este întotdeauna plătit.
În majoritatea țărilor, unii sau toți angajatorii sunt obligați să-și plătească angajații pentru o perioadă de timp în care lipsesc de la locul de muncă atunci când sunt bolnavi. Cele mai multe state europene, multe țări latino-americane, câteva africane și câteva state asiatice au cerințe legale de concediul medical plătit pentru angajați. În țările fără legi care impun concediu medical plătit, unii angajatori îl oferă în mod voluntar sau ca urmare a unui contract colectiv de muncă. Chiar și în cazul în care, în mod normal, este necesar un concediu medical pentru toți angajații, proprietarul afacerii nu poate fi considerat un simplu angajat sau nu are acces la concedii medicale plătite, în special într-o microîntreprindere administrată de proprietari.
Concediul medical plătit poate reduce rulajul angajaților, crește productivitatea și poate reduce răspândirea îmbolnăvirii la locul de muncă și în comunitate. Bineînțeles, plătirea angajaților atunci când nu lucrează din cauza îmbolnăvirii costă bani care ar putea fi folosiți în alte scopuri, cum ar fi profituri mai mari sau alte beneficii.

## Consecințe
Studiile arată că este mai puțin probabil ca lucrătorii să-și ia concediu pentru accidentări sau afecțiuni atunci când nu au concediu medical plătit. De asemenea, lucrătorii care nu au concediu medical plătit sunt mai puțin susceptibili de a obține îngrijiri medicale preventive, cum ar fi screening-ul cancerului și vaccinurile împotriva gripei . Lucrătorii care beneficiază de concediu medical plătit sunt mai puțin susceptibili de a suferi leziuni la locul de muncă. Concediul medical plătit poate reduce frecvența generală a concediilor, deoarece lucrătorii au mai puține șanse să răspândească afecțiunea colegilor de muncă și comunității din jur . Părinții care au acces la concediu medical plătit sunt mai predispuși să-și ia din timpul de la locul de muncă pentru a-și îngriji copiii bolnavi. Părinții care lucrează fără concediu medical plătit se pot simți obligați să-și trimită copiii bolnavi la școală, unde copiii răspândesc infecții către alți elevi și personalul școlii și, în plus, experimentează ei înșiși rezultate negative asupra sănătății pe termen scurt și lung .
Lucrătorii care nu au acces la concediu medical plătit merg la muncă în timp ce sunt bolnavi, ceea ce face posibilă răspândire infecțiilor la alți angajați. Aproape șapte din zece muncitori americani (68%) declară că au plecat la muncă cu gastroenterită sau alte boli contagioase. Aproape jumătate au raportat că s-au dus la muncă bolnavi pentru că nu își permiteau să-și piardă salariul. Treizeci la sută dintre angajați au declarat că au luat gripă de la un coleg. Potrivit unui studiu din 2020, necesitatea unui concediu medical plătit în statul Washington a dus la o reducere a numărului de lucrători care au raportat că lucrează în timp ce sunt bolnavi.
În 2010, un sondaj ne-aleatoriu realizat de unii angajatori din New York din partea Partenership for New York a estimat că introducerea unui nou ordin de concediu medical plătit, în care angajații întreprinderilor mici primesc minim cinci zile de concediu medical plătit pe an și angajații întreprinderilor mari ar primi minim 9 zile de concediu medical plătit, ar crește cheltuielile salariale totale în oraș cu 0,3%, sarcina căzând în mare parte pe fracțiunea întreprinderilor care nu au plătit niciun concediu medical sau care ofereau concediu medical doar angajaților cu vechime. Costul total al acordării concediului medical plătit pe acea piață cu costuri ridicate a fost estimat la aproximativ 40 sau 50 de cenți pe oră lucrată. 
Prezenteismul costă economia SUA 180 miliarde de dolari anual, în pierderea productivității. Pentru angajatori, acest lucru costă în medie 255 dolari pe angajat pe an și depășește costul absenteismului, al prestațiilor medicale și de invaliditate.  Pentru muncitorii din industria serviciilor alimentare, o analiză a constatat că epidemia de boli cauzate de alimente pentru lanțurile de restaurante, inclusiv opinia publică negativă, care afectează alte operațiuni într-o zonă metropolitană, poate ajunge până la 7 milioane USD.

## Prevederi actuale
Cel puțin 145 de țări acordă concediu medical scurt sau prelungit, 127 dintre acestea oferind o săptămână sau mai mult anual.

### Uniunea Europeană
Fiecare stat membru al Uniunii Europene (UE) are concediu medical  și prestații de boală:
- Concediul medical este dreptul angajatului de a lipsi de la locul de muncă atunci când prezintă simptome de boală și de a reveni la locul de muncă când își revine.
- Prestațiile în caz de boală este un sistem de protecție socială plătit ca o rată fixă a câștigurilor anterioare sau o sumă forfetară.

În majoritatea acestor state, unele legi, convenții colective sau o anumită alegere a angajatorului pot prevedea o asigurare medicală:  o asigurare medicală este o plată continuă, dar limitată în timp, de către angajator din salariul angajatului.
Directiva 92/85 acordă femeilor dreptul la un minim de 14 săptămâni de concediu de maternitate, inclusiv două obligatorii, plătite cel puțin la nivelul național de salarizare medicală  .
În 2009, Curtea Europeană de Justiție a Uniunii Europene a considerat că lucrătorii aflați în concediu medical prelungit nu își vor pierde dreptul la plata concediilor în cazul în care nu au putut să-și ia concediul în virtutea faptului că sunt în concediu medical: un angajat nu poate fi privat de dreptul la un concediu plătit dacă nu a avut ocazia să îl primească  .
Directiva 2019/1158 acordă bărbaților concediu de paternitate: tații sau al doilea părinte au dreptul să ia cel puțin 10 zile lucrătoare de concediu de paternitate compensat cel puțin la nivelul național de salarizare medicală  .
Indemnizația de boală minimă obligatorie a Uniunii Europene este de 25% pe teritoriul Slovaciei, în timp ce maximul este de 100% în Belgia și Finlanda.
Ratele de înlocuire a indemnizațiilor de boală variază de la 50% la 100% din salariul brut sau net. În medie, indemnizațiile forfetare de boală sunt în jur de 20% în Malta și în Marea Britanie - care a fost membru UE până în 2021  .
În ultimele decenii, multe țări au redus indemnizațiile de boală, introducând în schimb perioade de așteptare, rate reduse de înlocuire a veniturilor și plata concediilor medicale .
Femeile se folosesc mai mult concediu medical decât bărbații, iar persoanele în vârstă mai mult decât cele mai tinere .
Sustenabilitatea indemnizației pe caz de boală este legată de natura acordului dintre angajator și sistemul de securitate socială .
Pe de altă parte, unii oameni lucrează în timp ce sunt bolnavi - prezenteism - ridicând astfel alte probleme .

### Statele Unite
Nu există nicio cerință federală ca angajatorii din Statele Unite să acorde concediu medical plătit angajaților. Unele state și jurisdicții locale o fac. (Legea privind concediul pentru familie și asistență medicală impune numai concediu fără plată și concediu acumulat.) Legea priorității familiior în cazul infectării cu virusul Sars-CoV-2, adoptat de Congres și semnat în lege de președintele Trump în martie 2020, a impus ca guvernul federal să pună în aplicare concediile medicale plătite pentru unii lucrători   .
O analiză din 2009 a Biroului de Statistică a Muncii (BLS) a constatat că aproximativ 39% dintre lucrătorii americani din sectorul privat nu au concediu medical plătit. Aproximativ 79% din lucrătorii din industriile plătite cu salarii mai mici nu au concediu medical plătit . Majoritatea lucrătorilor din sectorul alimentar și hotelier (78%) nu au zile de concediu medical plătite.
Un sondaj din 2008 a raportat că 77% dintre americani consideră că plata zilelor de concediu medical este „foarte importantă” pentru angajați . Unii lucrători declară că ei sau un membru al familiei au fost concediați sau suspendați pentru neîndeplinirea normei de muncă din cauza unei afecțiuni.
O lucrare din 2020 a constatat că necesitatea unui concediu medical plătit în Statele Unite a crescut probabil bunăstarea generală . Atunci când legea solicita concediu medical plătit, lucrătorii aveau tendința de a mai lua două zile libere în fiecare an .
Statele Unite impun obligativitatea concediului fără plată pentru boli grave prin Legea privind concediul pentru familie și asistență medicală (FMLA). Această lege impune majorității angajatorilor să se conformeze, iar în cadrul acestor întreprinderi să acopere angajații care au lucrat pentru angajatorul lor cel puțin 12 luni înainte de a lua concediul.
În timpul focarului de gripă H1N1 din 2009, Centrele Statelor Unite pentru Controlul Bolilor (CDC) au recomandat ca oricine cu simptome asemănătoare gripei să rămână acasă . Potrivit unui raport al Institutului pentru Cercetarea Politicii Femeilor, peste opt milioane de lucrători s-au dus la locul de muncă în timp ce erau bolnavi în timpul pandemiei H1N1 .
În 2008, există posibilitatea ca un angajat bolnav la un restaurant Chipotle din Kent, Ohio, să fi provocat un focar care a dus la îmbolnăvirea a peste 500 de persoane . Focarul a costat acea comunitate între 130.233 $ și 305.337 $ din salarii pierdute, productivitate și costurile de îngrijire a sănătății .

#### Legile statelor și legile locale
Din 2006 și începând din 2018, zece state, Washington DC și un număr din ce în ce mai mare de alte orașe au implementat o formă de concediu medical plătit.
| Stat          | Data intrării în vigoare     | Metoda de legalizare                                                                                         |
| ------------- | ---------------------------- | --- |
| Connecticut   | 1 ianuarie 2012              | Actul public nr. 11-52 semnat în drept de guvernatorul Dannel Malloy la 1 iulie 2011.                        |
| California    | 1 ianuarie 2015/1 iulie 2015 | Legislație semnată de guvernatorul Jerry Brown în 2014.                                                      |
| Massachusetts | 1 iulie 2015                 | Aspectul 4 transmisă de alegători în noiembrie 2014.                                                         |
| Oregon        | 1 ianuarie 2016              | Legislație (SB 454) semnată în lege de guvernatorul Kate Brown în 2015.                                      |
| Vermont       | 1 ianuarie 2017              | HB 187 a fost semnat în drept de guvernatorul Peter Shumlin la 9 martie 2016.                                |
| Arizona       | 1 iulie 2017                 | Propunerea 206 (Legea salariilor corecte și a familiilor sănătoase) adoptată de alegători în noiembrie 2016. |
| Washington    | 1 ianuarie 2018              | Inițiativa 1433 adoptată de alegători în noiembrie 2016.                                                     |
| insula Rhode  | 1 iulie 2018                 | Legislație semnată în drept de guvernatorul Gina Raimondo în 2017.                                           |
| Maryland      | 11 februarie 2018            | În ianuarie 2018, legislativul de stat a anulat veto-ul guvernatorului Larry Hogan .                         |
| New Jersey    | 29 octombrie 2018            | Legislație semnată de guvernatorul Phil Murphy la 2 mai 2018                                                 |

În noiembrie 2006, alegătorii din San Francisco au adoptat prin vot garantarea zilelor de concediu medical plătit tuturor angajaților, făcând orașul primul din țară care a adoptat această moțiune .
În martie 2008, Consiliul din Washington, DC a votat în unanimitate adoptarea unei legislații care să garanteze lucrătorilor zile de concediu medical plătite. Legea nu se aplică și la muncitorii din anumite restaurante sau angajații din primul an de angajare. Legea D.C. a fost, de asemenea, prima din Statele Unite care a inclus zile „sigure” plătite pentru victimele violenței domestice, agresiunii sexuale sau  hărțuirii.
Pe 1 iulie 2011, guvernatorul Connecticut, Dannel P. Malloy, a semnat legea Actului public nr. 11-52, care a făcut din Connecticut primul stat care a mandatat concediul medical plătit. Legea, care a trecut doar prin Senatul Connecticut (adoptată cu 18 voturi la 17) și Camera Reprezentanților (adoptată cu 76 de voturi la 65), a intrat în vigoare la 1 ianuarie 2012 și impune angajatorilor să le permită „lucrătorilor în domeniul serviciilor” să câștige o oră de concediu medical plătit pentru fiecare 40 de ore lucrate, limitat la maximum 40 de ore pe an. Legea se aplică „lucrătorilor din domeniul serviciilor” ai angajatorilor cu 50 sau mai mulți angajați în Connecticut pe parcursul unui singur trimestru al anului precedent .
La 8 septembrie 2014, guvernatorul Californiei, Jerry Brown, a anunțat că va semna Healthy Workplaces, Healthy Families Act din 2014 pentru a cere angajatorilor să ofere concediu medical plătit angajaților. California va deveni al doilea stat, după Connecticut, care va cere zile libere plătite pentru angajații bolnavi  .
La 4 noiembrie 2014, alegătorii din Massachusetts au aprobat,în urma unei consultări populare, „Aspectul 4”, un proiect de lege care impune concediu medical pentru toți lucrătorii cu fracțiune de normă și cu normă întreagă la firmele cu mai mult de 11 angajați. Legea a fost adoptată (cu 59 de voturi la 41) și a intrat în vigoare la 1 iulie 2015 .
La 12 iunie 2015, Legislatura din Oregon a adoptat OL 537, 2015, impunând plata salariilor pentru toți lucratorii din întreprinderile cu cel puțin zece angajați (șase pentru orașele cu peste 500.000 de locuitori, de ex. Portland) începând cu 1 ianuarie 2016 .

### Australia
Concediul medical își are originea în campaniile sindicale pentru includerea sa în acordurile industriale. În Australia, a fost introdus în „premiile industriale” în 1922 
Conform legislației guvernului federal privind relațiile de muncă Arhivat în 9 martie 2014, la Wayback Machine. ( munca echitabilă Arhivat în 9 martie 2014, la Wayback Machine. ), angajații eligibili au dreptul la 10 zile de concediu personal plătit (concediu medical / îngrijire) pe an, acestea fiind disponibile în anii următori, dacă nu sunt utilizate.
În plus, lucrătorii australieni pot avea dreptul la două zile de concediu de compasiune de fiecare dată când un membru al familiei sau gospodăriei lor se îmbolnăvește, suferă o vătămare corporală care prezintă o amenințare la adresa vieții sale sau moare.

### Regatul Unit
În Marea Britanie există concediu medical, plătit la 89,35 GBP pe săptămână, dar primele trei zile nu sunt plătite.

### Suedia
În Suedia există concediu medical plătit. Înainte de 2019, prima zi de concediu (în suedeză sjukdag) nu era plătită, dar din 2019 (suedeză sjukdagsavdrag) se face o deducere de 20% din salariul mediu săptămânal al unui lucrător, cu scopul de a face sistemul mai echitabil pentru lucrătorii fără salarii lunare (cei plătiți cu ora). După acea zi, se plătește minim 80% din venit timp de 364 de zile și 75% pentru alte 550 de zile. Contractele colective de muncă pot specifica o plată mai mare. Un medic trebuie să certifice boala la nu mai mult de o săptămână de la prima zi de îmbolnăvire. Părintele unui copil (sub 12 ani) bolnav poate primi concediu plătit pentru îngrijirea copilului (denumit „concediu parental temporar”). În acest caz, prima zi este, de asemenea, plătită. Statul plătește toate aceste beneficii, cu excepția primelor două săptămâni de concediu medical pentru angajați, care sunt plătite de angajator.

### China
Conform legislației chineze a muncii, sistemul concediilor medicale este creat pentru angajații care suferă de boli sau de leziuni survenite în afara serviciului. Angajatorul nu poate rezilia contractul de muncă și trebuie să plătească angajatului salariu pe durata tratamentului din concediul medical . De regulă, în perioada concediului medical, un angajat este compensat de la 60 până la 100 la sută din valoarea salariului obișnuit, în funcție de vechimea acestuia . Durata minimă a concediului medical este de trei luni pentru angajații ce au lucrat mai puțin de zece ani și care au mai puțin de cinci ani vechime la actualul loc de muncă. Pentru lucrătorii cu cel puțin 20 de ani vechime și 15 ani la actualul loc de munca, concediul medical se acordă pe o perioadă nedeterminată. 

### Franța
În Franța, concediul medical este plătit parțial de securitatea socială (Sécurité sociale) și parțial de angajator. Este necesară prezentarea unui certificat medical la nu mai mult de 48 de ore de la prima zi de concediu medical. Asigurarea socială plătește doar o parte a tratamentului, începând din ziua a patra, și poate efectua controale. Angajatorul plătește o parte suplimentară în funcție de contractul colectiv de muncă și de legislație. Actul legislativ de bază impune ca securitatea socială și angajatorul să ofere împreună 90% din salariu unui angajat care lucrează de mai mult de un an, începând cu a opta zi de concediu medical, timp de cel puțin 30 de zile. Procentul și numărul de zile sunt calculate în funcție de numărul de ani lucrați în cadrul companiei.
Alte legislații și acorduri se aplică în alte contexte, cum ar fi îmbolnăvirea copilului, sarcina, concediul de paternitate .
Din 2011, funcționarii publici nu sunt plătiți în prima zi de concediu medical („jour de carence”). Această lege a fost abolită în 2014,  și apoi reintrodusă din ianuarie 2018 .

### Germania
În Germania, angajatorii au obligația legală de a oferi cel puțin șase săptămâni de concediu medical pentru fiecare boală, cu salariul complet, dacă angajatul prezintă un certificat medical care atestă că este bolnav (eliberat pe un formular standard) . Salariul plătit în timpul concediului medical este rambursat parțial angajatorilor .
După aceste șase săptămâni, un angajat care este asigurat în asigurarea legală de sănătate ( Gesetzliche Krankenversicherung ) primește aproximativ 70% din ultimul salariu, plătit de asigurare. Conform § 48 SGB V (cod social 5) asigurarea de sănătate plătește maxim 78 de săptămâni de concediu medical în cazul anumitor boli pe o perioadă de trei ani. Dacă apare o altă boală în timpul în care angajatul este deja în concediu medical, noua afecțiune nu va extinde durata maximă a termenului de  plată. Termenul de plata se va prelungi numai dacă pacientul revine la locul de muncă, după care se îmbolnăvește din nou de o altă boală.
Părinții care sunt asigurați în asigurarea legală de sănătate și au un copil în vârsta de până la 12 ani beneficiază, de asemenea, de concediu plătit dacă copilul este bolnav ( Kinderkrankengeld ). Asigurarea plătește maximum 10 zile pentru fiecare părinte și pentru fiecare copil (20 de zile pentru un părinte singur), limitat la 25 de zile pe an pentru fiecare părinte (50 pentru un părinte singur)  .
Pentru pacienții cu o asigurare de sănătate privată, plățile care depășesc primele șase săptămâni prevăzute de lege depind de contractul de asigurare.

### Alte țări
Cel puțin 145 de țări oferă concediu medical plătit pentru boli de scurtă sau lungă durată, 127 oferind o săptămână sau mai multe pe an. 98 de țări garantează o lună sau mai multe de concediu medical plătit .
Multe țări ce au o economie cu venituri mari cer angajatorilor să ofere peste 10 zile de concediu medical plătit inclusiv: Olanda, Elveția, Suedia, Danemarca, Finlanda și Singapore .

## Istorie
Încă din 1500 Î.E.N., cel puțin o parte dintre lucrătorii care au construit mormintele faraonilor egipteni au beneficiat de concediu medical plătit și de asistență medicală gratuită, costurile fiind suportate de stat.